# Val Polcevera
Koordinaten: 44° 25′ 38″ N, 8° 53′ 19″ O
Das Val Polcevera (zu Deutsch: Polceveratal, im Ligurischen: Pûçéivia oder Ponçéivia) ist ein Tal im Stadtgebiet der italienischen Hafenstadt Genua. Es wird von dem gleichnamigen Torrente durchflossen, der zusammen mit dem östlich gelegenen Bisagno die historische Altstadt von Genua begrenzt. Die Polcevera mündet zwischen den Stadtteilen Cornigliano und Sampierdarena in das Ligurische Meer.

## Name
Die erste Erwähnung des Tales wurde auf einer Bronzetafel aus dem Jahre 117 v. Chr., der sogenannten Sententia Minuciorum, gefunden. Hier wird das Tal als Porcobera genannt, eine Wortzusammensetzung aus zwei indogermanischen, genauer wohl ligurischen Begriffen, die so viel wie «Fluss, der Forellen bringt» bedeutet. Des Weiteren erwähnt Plinius der Ältere das Tal im dritten Buch der Naturalis historia unter dem Namen Porcifera (77 n. Chr.). Im mittelalterlichen Latein trifft man hingegen auf Pulcifera, im 17. und 18. Jahrhundert auf Pozzevera oder Polzevera und im 19. Jahrhundert dann schließlich auf den aktuellen Namen.

## Geographie

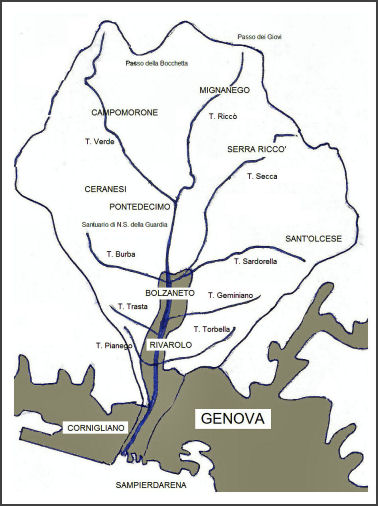
Karte des Val Polcevera

Das Val Polcevera erstreckt sich in einem rechten Winkel von der Küstenlinie in das ligurische Hinterland und den Ligurischen Apennin. Die Gemeinden Campomorone, Ceranesi, Mignanego, Sant’Olcese, Serra Riccò und die genuesischen Stadtviertel Pontedecimo, Bolzaneto, Rivarolo, Sampierdarena und Cornigliano befinden sich in dem Tal. Üblicherweise wird die Talebene in das Bassa Val Polcevera (zu Deutsch: Unteres Polceveratal), das von dem Stadtviertel Pontedecimo bis zur Flussmündung verläuft, und in das Alta Val Polcevera (zu Deutsch: Oberes Polceveratal) untergliedert. Letzteres umfasst auch die Nebentäler mit den Zuflüssen der Polcevera.
Für das Polceveratal charakteristisch ist das breite fluviale Sedimentbett, das jedoch ab dem 19. Jahrhundert von Dämmen begrenzt wird. Die im Unterlauf perpendikular zur Küstenlinie verlaufende Polcevera öffnet sich mit ihren Quellflüssen im Oberlauf fächerförmig. Im Bereich der ligurisch-padanischen Wasserscheide, zwischen der Colla di Praglia und dem Bocchettapass liegen der Monte Leco (1071 Meter) und der Monte Taccone, der mit seinen 1113 Metern Höhe die höchste Erhebung des Tals darstellt. Im Abschnitt zwischen dem Bocchettapass und der Crocetta d’Orero, der auch den Giovipass einschließt, überschreitet keine Apenninerhebung die 1000-Meter-Höhenmarke.
Im Levante und Ponente wird das Tal von den Bergrücken des Apenningebirges begrenzt, die von der Wasserscheide bis zum Ligurischen Meer verlaufen. Auf dem östlichen Bergrücken (im Levante), der das Val Polcevera vom Stadtzentrum Genuas und dem Val Bisagno trennt, verläuft eine Befestigungsmauer aus dem 17. Jahrhundert. Von Sampierdarena ansteigend kommt man zu dem Stadtviertel Belvedere, wo früher die Befestigungsanlage Batteria Belvedere stand und sich heute ein Sportplatz befindet. Dem Bergrückenverlauf folgend trifft man auf eine Reihe in die Stadtmauer integrierte Festungen: das Forte Crocetta, das Forte Tenaglia, sowie die größeren Festungsanlagen Forte Begato und Forte Sperone. Auf den nördlicheren Erhebungen und außerhalb der Stadtmauer befindlich, stehen das Forte Puin, Forte Fratello Minore und Forte Diamante.
Der westliche Bergrücken (im Ponente) trennt das Val Polcevera von den Tälern der Sturzbäche Chiarivagna und Varenna. Von Cornigliano ansteigend führt er über die Collina di Coronata und den Pass von Borzoli zu den Bergen Rocca dei Corvi, Teiolo, Scarpino, Monte di Torbi, Proratado und  Sejeu um bei der Colla di Praglia die apenninische Wasserscheide zu erreichen. Im Polceveratal, zur Rechten dieses Bergrückens befindet sich der Monte Figogna, auf dem die Marienwallfahrtskirche Santuario di Nostra Signora della Guardia steht.

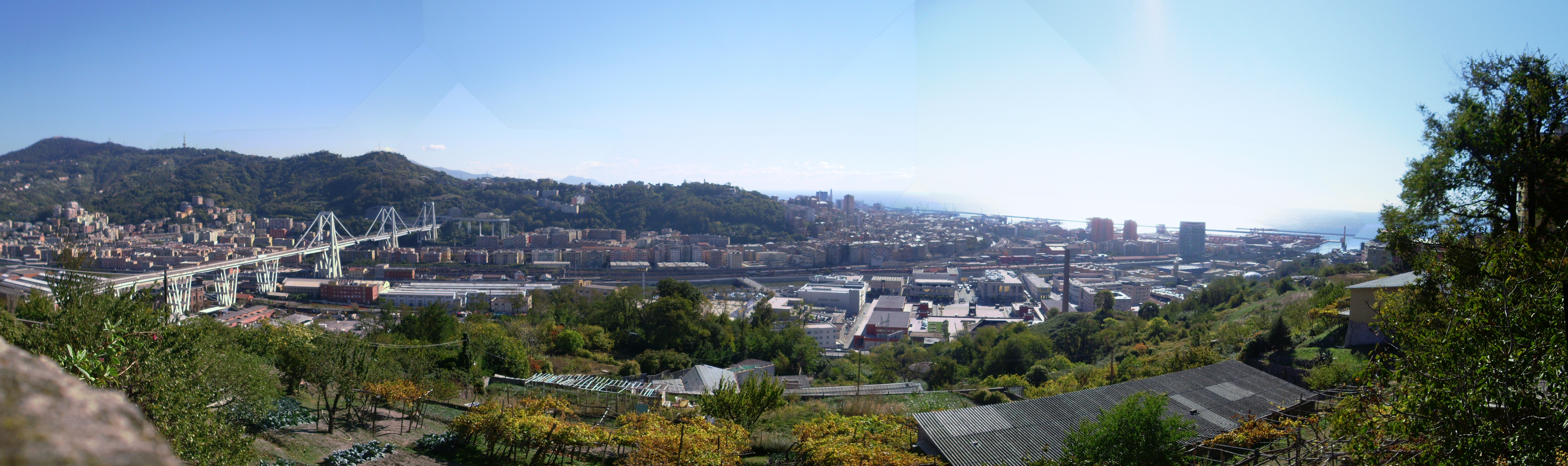
Mündungsbereich des Valpolcevera nahe dem Hafen in Genua mit Gewerbegebieten und Arbeiterwohnquartieren: Rechts ist das blaue Mittelmeer zu sehen. Der Taleinschnitt trennt die auf den Ausläufern des Apennin gelegenen Quartiere Coronata im Westen (Standort) und Belvedere im Norden der Altstadt. Die Bahnstrecke Turin–Genua sowie die Nebenbahn Asti–Genua werden hier durch das Tal geführt, die Küstenautobahn quert über das Polcevera-Viadukt
(Bilddetails der Brücke urheberrechtlich geschützt, vergleiche Beschreibung auf Commons)